# Álgebra de Borel

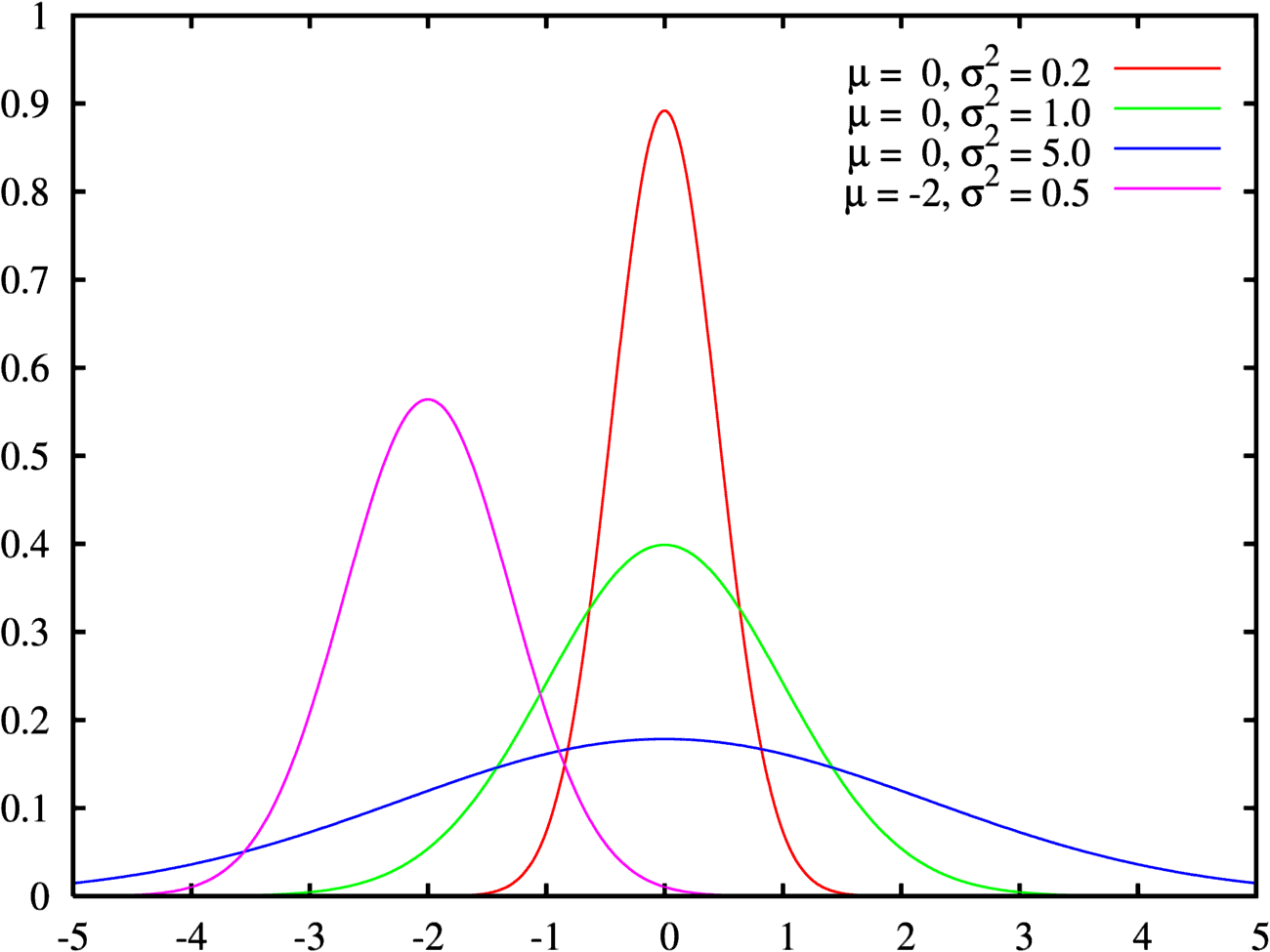
Distribuições de probabilidade são uma medida de probabilidade cujo domínio é uma álgebra de Borel nos reais

Em matemática, uma Álgebra de Borel ou {\displaystyle \sigma }-álgebra de Borel é qualquer conjunto em um espaço topológico que pode ser formado por abertos através das operações de união enumerável, interseção enumerável e diferença de conjuntos. Equivalentemente, é a menor sigma-álgebra ({\displaystyle \sigma }-álgebra) que contém os abertos da topologia em questão. As álgebras de Borel foram nomeadas a partir de Émile Borel.
Álgebra de Borel são importantes em teoria da medida, uma vez que qualquer medida definida em um espaço de abertos pode ser também definida em todas álgebra de Borel deste espaço. Qualquer medida definida nas álgebra de Borel são chamadas Medida de Borel.
Em alguns contextos, existe uma definição alternativa em que as álgebra de Borel são geradas por conjuntos compactos no lugar de abertos; essas definições geram a mesma {\displaystyle \sigma }-álgebra no caso de X = {\displaystyle \mathbb {R} ^{n}} com a topologia usual e diversos outros espaços bem-definidos incluindo espaços de Hausdorff mas, em geral, essas duas definições não são equivalentes.

## Gerando uma álgebra de Borel
Considere X um espaço métrico.
Para uma coleção T de subconjuntos de X (ou seja, qualquer subconjunto do conjunto das partes P(X) de X), seja
- {\displaystyle T_{\sigma }\quad } todas as uniões enumeráveis de elementos de T
- {\displaystyle T_{\delta }\quad } todas as interseções enumeráveis de elementos de T
- {\displaystyle T_{\delta \sigma }=(T_{\delta })_{\sigma }.\,}

Agora defina através de indução transfinita a sequência Gm, para m um número ordinal, da seguinte maneira:
- Para o caso base da definição, seja {\displaystyle G^{0}} a coleção de subconjuntos abertos de X.
- Se i não for um ordinal limite, então i tem um ordinal precursor imediato i − 1. Seja
{\displaystyle G^{i}=[G^{i-1}]_{\delta \sigma }.}
- Se i for um ordinal limite, defina
{\displaystyle G^{i}=\bigcup _{j<i}G^{j}.}

A exigência é que a álgebra de Borel seja Gω1, de modo que ω1 seja o menor ordinal não-enumerável. Isto é, a álgebra de Borel pode ser gerada a partir da classe de conjuntos abertos ao inteira a operação
{\displaystyle G\mapsto G_{\delta \sigma }.}
até o primeiro ordinal não-enumerável.
Para demonstrar este fato, note que qualquer conjunto aberto em um espaço métrico é a união de uma sequência crescente de conjuntos fechados. Em particular, complementação de conjuntos leva Gm nele mesmo para qualquer ordinal limite m; além disso, se m é um ordinal limite não-enumerável, Gm é fechado sobre união contável.
Note que para cada álgebra de Borel B, existe algum ordinal enumerável αB tal que B pode ser obtido iterando a operação sobre αB.

### Exemplo
Um importante exemplo, especialmente em teoria das probabilidades, é a álgebra de Borel do conjunto dos reais. Dada uma variável aleatória real definida em um espaço de probabilidade, sua distribuição de probabilidade é por definição também uma medida na álgebra de Borel.
A álgebra de Borel nos reais é a menor σ-álgebra em R que contém todos os intervalos.
Na construção por indução transfinita, pode ser mostrado que, em cada passo, o número de conjuntos é, no máximo, a cardinalidade do continuum. Logo, o número total de álgebra de Borel é menor ou igual a
{\displaystyle \aleph _{1}\times 2^{\aleph _{0}}\,=2^{\aleph _{0}}.\,}

## Borelianos particulares
- A família {\displaystyle {\mathfrak {F}}_{\sigma }\,} é formada por todos os conjuntos que podem ser escritos como a união enumerável de conjuntos fechados:

{\displaystyle E=\bigcup _{n=1}^{\infty }F_{n},~~F_{n}^{c}\in \tau \,}
- A família {\displaystyle {\mathfrak {G}}_{\delta }\,} é formada por todos os conjuntos que podem ser escritos como a interseção enumerável de conjuntos abertos:

{\displaystyle E=\bigcap _{n=1}^{\infty }O_{n},~~O_{n}\in \tau \,}
- A família {\displaystyle {\mathfrak {F}}_{\sigma \delta }\,} é formada por todos os conjuntos que podem ser escritos como a interseção enumerável de conjuntos {\displaystyle {\mathfrak {F}}_{\sigma }\,}:

{\displaystyle E=\bigcap _{n=1}^{\infty }E_{n},~~E_{n}\in {\mathfrak {F}}_{\sigma }\,}
- A família {\displaystyle {\mathfrak {G}}_{\delta \sigma }\,} é formada por todos os conjuntos que podem ser escritos como a união enumerável de conjuntos {\displaystyle {\mathfrak {G}}_{\delta }\,}:

{\displaystyle E=\bigcup _{n=1}^{\infty }E_{n},~~E_{n}\in {\mathfrak {G}}_{\delta }\,}